# 72 Seasons
Albums de Metallica
Hardwired… to Self-Destruct
Singles
1. Lux Æterna
Sortie : 28 novembre 2022
2. Screaming Suicide
Sortie : 19 janvier 2023
3. If Darkness Had a Son
Sortie : 1 mars 2023
4. 72 Seasons
Sortie : 30 mars 2023
5. Too Far Gone?
Sortie : 14 septembre 2023

72 Seasons est le onzième album studio du groupe de thrash metal américain Metallica. Il est sorti le 14 avril 2023 sur leur propre label Blackened. Il a été produit par Greg Fidelman (en), qui a produit le précédent album studio du groupe, Hardwired... to Self-Destruct (2016), et est donc le deuxième album studio du groupe à sortir via Blackened.

## Sortie et promotion
Le 28 novembre 2022, Metallica a annoncé le titre de l'album, la date de sortie, la liste des chansons et une tournée promotionnelle en Amérique du Nord et en Europe, avec Pantera, Five Finger Death Punch, Ice Nine Kills, Greta Van Fleet, Architects, Volbeat et Mammoth WVH, intitulé le M72 World Tour. Le groupe a ensuite sorti le premier single de l'album, Lux Æterna, accompagné d'un clip vidéo.
Le 19 janvier 2023, Metallica a sorti un nouveau clip pour Screaming Suicide.
le 1 mars 2023, If Darkness Had a Son est sortie comme single en même temps qu’un clip de la chanson.
Le 30 mars 2023, c'est la sortie d'une nouvelle vidéo, celle de la chanson 72 Seasons qui est aussi le titre du futur album.
Le 14 avril, le groupe publie l’intégralité des pistes de l’album. Un clip est également publié pour les titres :  Sleepwalk My Life Away et Room of Mirrors.

## Formation

### Metallica
- James Hetfield – guitare rythmique, chant
- Kirk Hammett – guitare solo
- Robert Trujillo – basse, chœurs sur « You Must Burn! »
- Lars Ulrich – batterie

### Production
- Greg Fidelman – production, mixage, enregistrement
- Sara Lyn Killion – ingénierie
- Jim Monti – ingénierie
- Jason Gossman – ingénierie supplémentaire, montage numérique
- Kent Matcke – assistant ingénieur
- Dan Monti – montage numérique
- Bob Ludwig – maîtrise
- David Turner – pochette

## Liste des titres
| 1.    | 72 Seasons             | James Hetfield, Lars Ulrich, Kirk Hammett    | 7:39  |
| 2.    | Shadows Follow         | James Hetfield, Lars Ulrich                  | 6:12  |
| 3.    | Screaming Suicide      | James Hetfield, Lars Ulrich, Robert Trujillo | 5:30  |
| 4.    | Sleepwalk My Life Away | James Hetfield, Lars Ulrich, Robert Trujillo | 6:56  |
| 5.    | You Must Burn!         | James Hetfield, Lars Ulrich, Robert Trujillo | 7:03  |
| 6.    | Lux Æterna             | James Hetfield, Lars Ulrich                  | 3:22  |
| 7.    | Crown of Barbed Wire   | James Hetfield, Lars Ulrich, Kirk Hammett    | 5:49  |
| 8.    | Chasing Light          | James Hetfield, Lars Ulrich, Kirk Hammett    | 6:45  |
| 9.    | If Darkness Had a Son  | James Hetfield, Lars Ulrich, Kirk Hammett    | 6:36  |
| 10.   | Too Far Gone?          | James Hetfield, Lars Ulrich                  | 4:34  |
| 11.   | Room of Mirrors        | James Hetfield, Lars Ulrich                  | 5:34  |
| 12.   | Inamorata              | James Hetfield, Lars Ulrich                  | 11:10 |
| 77:10 |                        |                                              |       |

## Classements hebdomadaires
| Classement (2023)                  | Meilleure place |
| ---------------------------------- | --------------- |
| Allemagne (Media Control AG)       | 1               |
| Australie (ARIA)                   | 1               |
| Autriche (Ö3 Austria Top 40)       | 1               |
| Belgique (Flandre Ultratop)        | 1               |
| Belgique (Wallonie Ultratop)       | 1               |
| Canada (Canadian Albums Chart)     | 1               |
| Danemark (Tracklisten)             | 1               |
| Écosse (OCC)                       | 1               |
| Espagne (Promusicae)               | 2               |
| États-Unis (Billboard 200)         | 2               |
| États-Unis (Top Hard Rock Albums)  | 1               |
| États-Unis (Top Rock Albums)       | 1               |
| Finlande (Suomen virallinen lista) | 1               |
| France (SNEP)                      | 1               |
| Irlande (Irish Albums Chart)       | 1               |
| Italie (FIMI)                      | 3               |
| Japon (Oricon)                     | 4               |
| Norvège (VG-lista)                 | 2               |
| Nouvelle-Zélande (RIANZ)           | 1               |
| Pays-Bas (Mega Album Top 100)      | 1               |
| Portugal (AFP)                     | 1               |
| Royaume-Uni (UK Albums Chart)      | 1               |
| Royaume-Uni (Rock & Metal Albums)  | 1               |
| Suède (Sverigetopplistan)          | 1               |
| Suisse (Schweizer Hitparade)       | 1               |